# Scatopse palliditarsis
Scatopse palliditarsis är en tvåvingeart som beskrevs av de Meijere 1913. Scatopse palliditarsis ingår i släktet Scatopse och familjen dyngmyggor. Inga underarter finns listade i Catalogue of Life.